# Wilhelm von Moerbeke

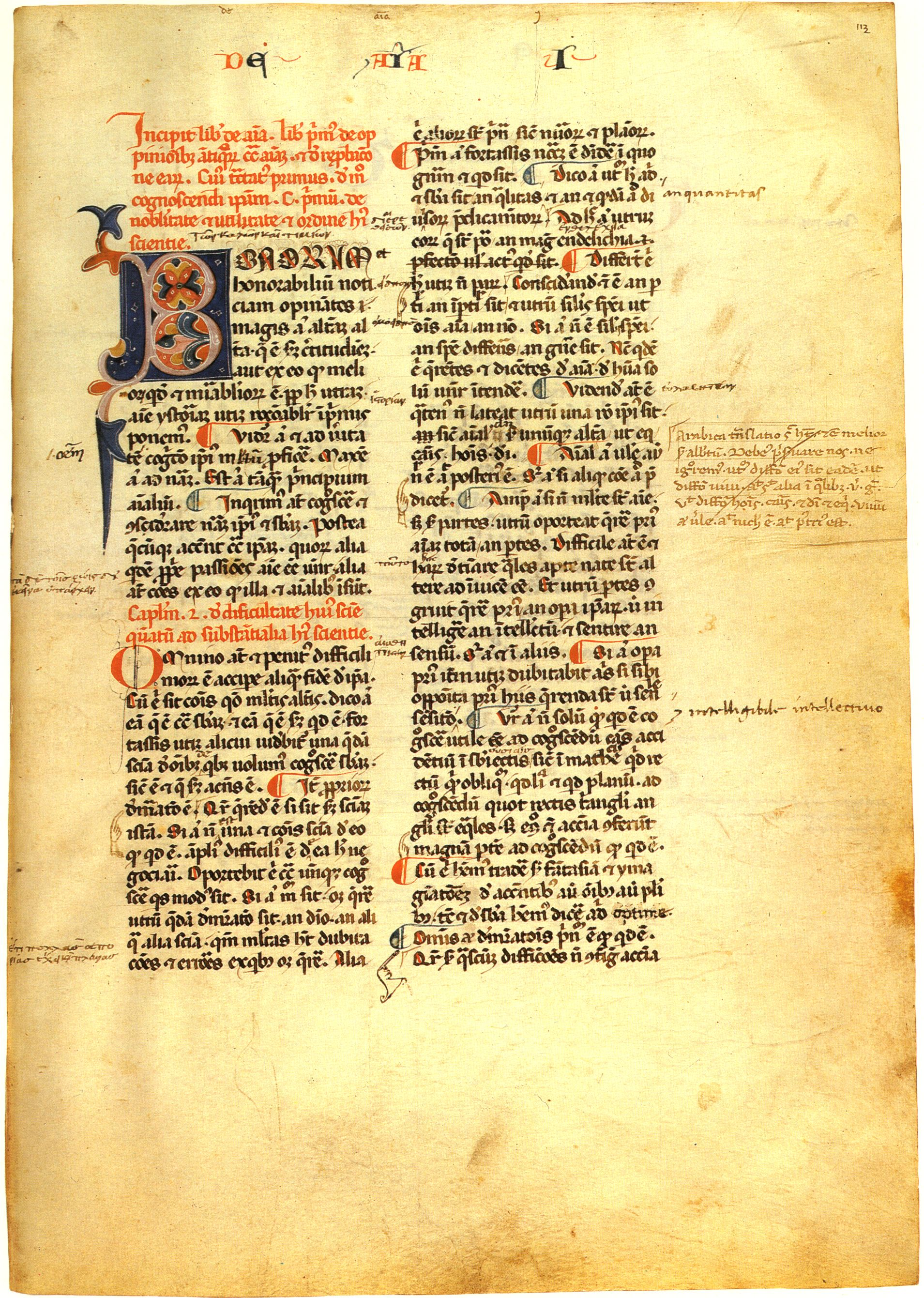
Der Anfang von Aristoteles’ Schrift De anima in der lateinischen Übersetzung Wilhelms von Moerbeke. Handschrift Rom, Biblioteca Apostolica Vaticana, Vaticanus Palatinus lat. 1033, fol. 113r (Anfang des 14. Jahrhunderts)

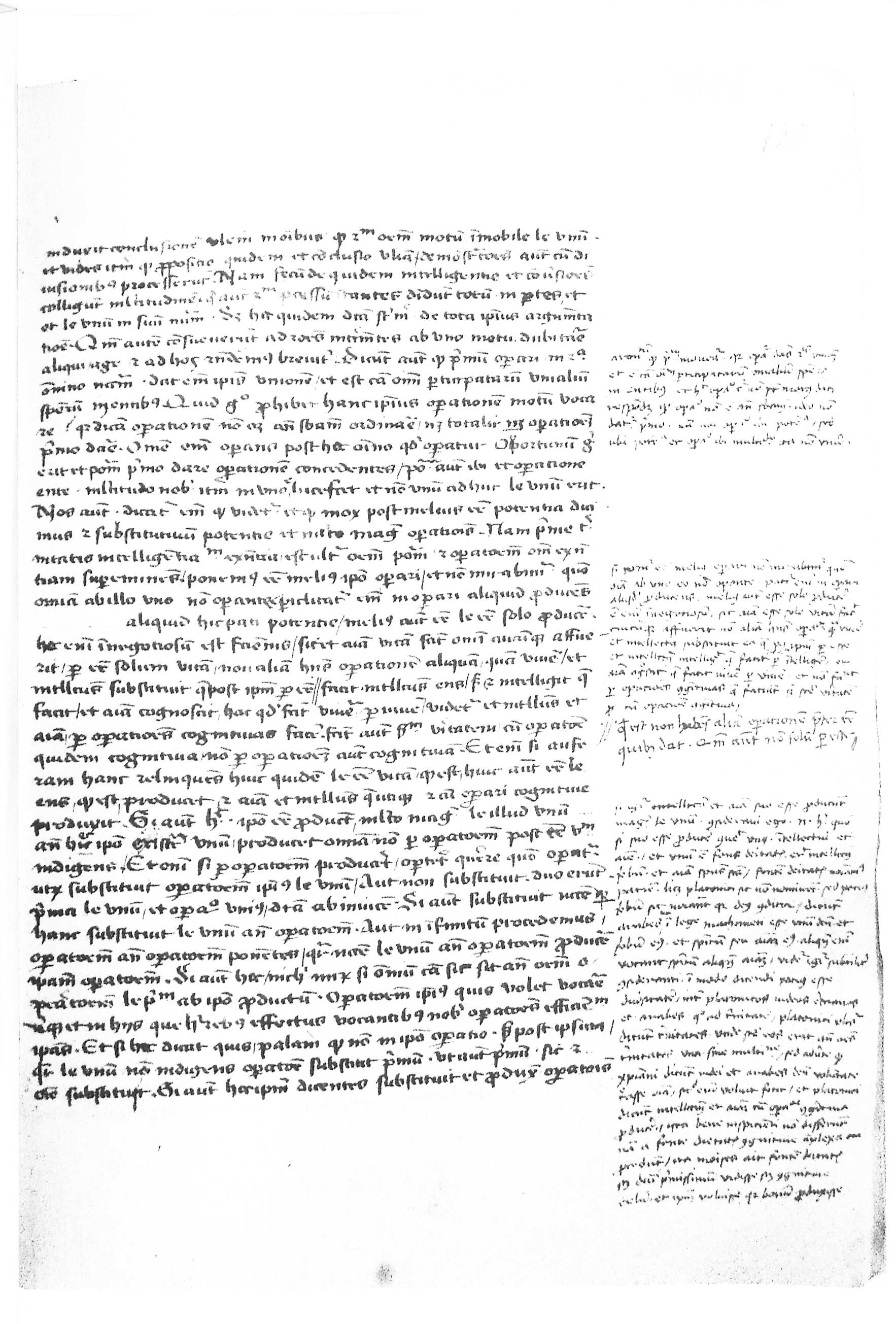
Eine Seite einer spätmittelalterlichen Abschrift des Kommentars des Proklos zu Platons Dialog Parmenides in der lateinischen Übersetzung Wilhelms von Moerbeke mit eigenhändigen Randbemerkungen des Nikolaus von Kues, Mitte des 15. Jahrhunderts, Bernkastel-Kues, Bibliothek des Sankt-Nikolaus-Hospitals, Codex 186, fol. 125r

Wilhelm von Moerbeke (flämisch Willem van Moerbeke, lat. Guilelmus de Morbeka, Guilelmus de Murbeka oder Guilielmus Brabanticus; * zwischen 1215 und 1235 in Moerbeke/Geraardsbergen, Brabant; † 1286 in Korinth) war ein flämischer Geistlicher und Übersetzer antiker Schriften aus dem Altgriechischen ins Lateinische.

## Leben
Wilhelm wurde zwischen 1215 und 1235 in Moerbeke in Flandern geboren. Nachdem er in den Dominikanerorden eingetreten war, studierte er an einer Universität, möglicherweise in Paris. Dies würde zumindest erklären, wie er in Kontakt mit Pariser Kopisten kam. Er widmete seine Studien der griechischen Philosophie und Naturwissenschaften. Im Frühjahr 1260 reiste er nach Nikaia. Es ist jedoch nicht bekannt, ob es sich hierbei um das bithynische Nikaia oder das peloponnesische Nikaia handelte. Im Herbst 1260 hielt er sich hingegen in Theben auf. Wahrscheinlich blieb er bis 1266 in Griechenland, übersetzte altgriechische Texte und war als Missionar tätig, und reiste danach nach Italien. Am 22. November 1267 befand er sich schließlich am päpstlichen Hof in Viterbo, wo er die Übersetzung von Themistios Paraphrasen abschloss. Am 12. September 1268 beendete er die Arbeit an De interpretatione und am 17. Dezember Johannes Philoponos De intellectu. Im selben Jahr wurde er Pönitentiar und persönlicher Kaplan von Papst Clemens IV. Diese Ämter übte er auch unter den folgenden Päpsten bis 1278 aus.
1274 begleitete er Gregor X. als Berater zum Zweiten Konzil von Lyon. Man strebte die Wiedervereinigung der Katholischen Kirche mit der Orthodoxen Kirche an. An Peter und Paul, am 29. Juni 1274, unterzeichnete man einen Vertrag und Moerbeke und seine Glaubensbrüder wiederholten dreimal das Glaubensbekenntnis ergänzt durch den Filioque-Zusatz in griechischer Sprache. Am 9. April 1278 wurde er zum Erzbischof von Korinth, einem Außenposten der lateinischen Kirche in der Argolis im orthodoxen Griechenland, geweiht und Papst Nikolaus III. verlieh ihm ein Pallium. Er reiste wohl 1280 nach Korinth. Er begann mit dem Bau einer Kirche, die 1282 fertiggestellt wurde. Man hat vermutet, dass es sich hierbei um die Kirche Kimisis tis Theotokou von Merbaka handeln könnte. Der benachbarte Ort soll in der Folge nach Moerbeke Merbaka genannt worden sein. 1283 begab er sich nochmals in päpstlicher Mission nach Perugia. 1286 starb er in Korinth. Sein Nachfolger Erzbischof Robert wurde am 22. Oktober 1286 geweiht.
Wilhelm war Gesprächs- und Korrespondenzpartner vieler Gelehrter seiner Zeit, unter anderem seines Ordensbruders, des Philosophen Thomas von Aquin, des Naturforschers Witelo und des Astronomen Heinrich von Mecheln. Letzterer widmete ihm seine Abhandlung über das Astrolabium, wie auch Witelo ihm seine Schrift über die Optik widmete. Wilhelm war ein außergewöhnlich produktiver Übersetzer von philosophischen, medizinischen und astronomischen Texten. Die Qualität seiner Übersetzungen gilt als gut.

## Übersetzungen
Wilhelm übersetzte im Auftrag Thomas’ von Aquin die Schriften des Aristoteles vollständig aus dem Griechischen oder revidierte bereits bestehende Übersetzungen. Damit machte er sie den lateinischsprachigen Gelehrten West- und Mitteleuropas zugänglich, was der darauffolgenden dortigen Aristoteles-Rezeption zugutekam. Zudem übertrug er auch Kommentare (etwa von Ammonios Hermeiou, Alexander von Aphrodisias und Johannes Philoponos) zu Aristoteles ins Lateinische. Grund für Wilhelms Übersetzertätigkeit waren die zweifelhafte Qualität und die Lückenhaftigkeit der seinerzeit verfügbaren Texte des Aristoteles. In Mittel- und Westeuropa beherrschten nur wenige Personen Altgriechisch, zudem beruhten die meisten lateinischen Übersetzungen auf arabischen Ausgaben, die zuweilen über das Syrische vermittelt wurden und daher weniger originalgetreu waren. Dies änderte sich grundlegend mit den Übersetzungen Wilhelms, der auf griechische Originaltexte zurückgreifen konnte.
Medizinische Texte, die er übersetzte, sind Galens De alimentiis und das Hippokratische Werk De prognosticationibus aegritudinum secundum motum lunae.
Auch mathematische Abhandlungen des Archimedes, des Heron von Alexandria sowie die Institutio theologica des Proklos übertrug er in die lateinische Sprache. Letztere entwickelten sich zu einer der wichtigsten Quellen bei der Wiederbelebung neuplatonischer Gedanken im Spätmittelalter. Später bemängelte ein Humanist, Wilhelms Übersetzungen seien nicht „elegant“, rühmte jedoch ihre Zuverlässigkeit. Manche der griechischen Quellen Wilhelms gingen später verloren; ohne seine Arbeit wären diese Schriften heute nicht mehr zugänglich. In der älteren Forschung wurde ein Anstoß der Übersetzungsarbeit durch Thomas von Aquin unterstellt, was aber nicht belegbar ist.

## Ausgaben
- Aristoteles: Opera (in Wilhelms lateinischer Übersetzung). Enthält: De caelo et mundo, De generatione et corruptione, Meteorologica, De sensu et sensato, De memoria et reminiscentia, De somno et vigilia, De longitudine et brevitate vitae. Köln 1497 (Digitalisat)
- Helmut Boese (Hrsg.): Procli diadochi tria opuscula (De providentia, libertate, malo) Latine Guilelmo de Moerbeka vertente. De Gruyter, Berlin 1960
- Hendrik Joan Drossaart Lulofs (Hrsg.): De generatione animalium. Translatio Guillelmi de Moerbeka (= Aristoteles Latinus 17, 2, 5). Desclée de Brouwer, Brügge 1966
- Helmut Boese (Hrsg.): Proclus: Elementatio theologica translata a Guillelmo de Morbecca. University Press, Louvain 1987, ISBN 90-6186-244-2
- Carlos Steel (Hrsg.): Proclus: Commentaire sur le Parménide de Platon. Traduction de Guillaume de Moerbeke. 2 Bände. University Press, Leuven 1982–1985